# Шумарство
Шумарство је грана привреде која се бави подизањем, гајењем и коришћeњем шума. Између осталог подразумева и управљање шумским пространством посебних намена. Ова грана обухвата гајење и сакупљање шумских производа (дрво, смола, кора, плодови), затим обраду шумског земљишта, као и делатност осталих намена шумских пространстава (заштита, рекреација и др). Шумарство се бави теоријом и праксом раста шума и њиховим саставом. То је примијењена научна дисциплина која се у коначници базира на више природних и друштвених наука.
Шумска пространства од посебног природног значаја су најчешће под заштитом државе у облику резервата или парка природе и националног парка. Директна база шумарства су природне науке, које се баве законитостима које утичу на раст и развој појединачних стабала и шуме као биолошке јединице, јер раст зависи од локалног тла и климе, али и од конкурентског односа с другим растињем, и међуодносима са животињама, инсектима и другим организмимаа, који могу бити корисни или деструктивни. Ефикасна шумарска пракса захтева познавање дисциплина као што је екологија, физиологија биља, ентомологија и педологија, уз дужну пажњу према економским и биолошким аспектима шумарства. Имплицитни циљ шумарства је да се шуме учине корисним за што већи број људи.

## Карактеристике
Шумари се држе концепта одрживе експлоатације, како би поверену шуму могли трајно искориштавати, најчешће је могуће посећи скромне количине стабала сваке године, која су страдала што због, болести, удара грома или неких других разлога. Важан елемент шумарства је ротација, то је време које је потребно да би нека врста стабла израсла, некима је потребно мало, а некима пуно година, а то зависи и од краја у ком расту. Тако су на пример ротациони периоди у суптропским крајевима пуно краћи. Тамо је стаблу огревног дрва - леуцени потребно само седам година да израсте до комерцијалне величине, еукалиптусу десет а боровима намењеним за производњу целулозе двадесет. Тако да се у тим крајевима одржива експлоатација може у теорији добити једноставном методом да се сваке године може исећи, али и поново засадити 1 / 10 еукалиптусове шуме.
С друге стране ротациони период за шуму намењену целулози у северној Европи и Северној Америци продужава се на 50 година. Меким дрвима за папир често је потребно и до 100 година да израсту до економски исплативе величине, а ротациони период за широколисна стабла, као што је храст и буква у средњој Европи, може се продужити до 200 година.
За време тог врло дугог периода може се годишње посећи само мали део стабала, а остатак се чува да израсте до своје праве величине. Шумари планирају своју активност (сечу и обнову) на дуге временске стазе, у складу са животним веком својих обновљивих усева. Шумарска пракса се дели у три подручја: методе репродукције, повремену сечу и заштиту. У свакој шуми кад дође зато време потребно је посећи стара стабла и заменити их новим садницама. Сам чин замене старих стабала, било природним или вештачким начином, зове се регенерација или репродукција. Период регенерације (обнове) почиње од припремних мера, а завршава тек кад су се млада стабла прихвате у задовољавајућим количинама и потпуно прилагоде новој околини. Ротација је период током којег се допушта раст само једној генерацији стабала.
Повремена сеча врши се током целог периода репродукције шуме, та сеча или проређивање врши се да се уреди и побољша њен раст и нема ефекта на обнову шумског фонда, а њом се ипак постижу и неки финанцијски ефекти. 
Повремена сеча је усмерена пре свега на контролу раста, од густине до селекције стабала за даљњи раст. Притом се води рачуна да се тај терен заштити од пожара (усеци), инсеката, гљивица, животиња и атмосферских недаћа. Регенерација шума, врши се на два начина: природним или вештачким начином. Природна регенерација шума је лакша метода, али може бити спора и неправилна. Та метода се може примењивати само у оним шумама, у којима већ отпре расту исте врсте дрвећа. За разлику од ње вештачка регенерација тражи више труда, али је бржа и дугорочно исплативија, јер допушта увођење нових (или бољих) врсти од постојећих.

## Природна регенерација
Једна од метода је сеча појединачних стабала која су израсла до комерцијалне величине (који пут и више њих). На тај начин настане чистина, на ком из семена суседних стабала може изникнути ново. Најбољи примери таквог начина регенерације могу се видјети по падинама швајцарских планина, где би сеча већег броја стабала могла довести до нагле ерозије и лавина. Алтернативна метода природне регенерације своди се на поступак у ком се секу делови шуме, а не појединачна стабла. Један врло ефикасан начин примењује се по шумама дуглазије дуж канадско - америчке пацифичке обале. Тамо моћне машине резачи, вођени кабловима сасеку целу парцелу. Околна шума служи том терену као заштита и извор семена, које ветар разбаца по ледини и тако изникну нова стабла. Након тог се на исти начин обради суседни терен, и тако се након неколико година комплетно обнови шума. Слични системи сече већих површина у квадратима или круговима, примењују се и у Француској и Немачкој.

## Вештачка регенерација
Вештачка регенерација (обнова) постиже се садњом садница (најчешћи начин) или директном садњом семена. Директно сађење је резервирано за удаљене или неприступачне терене где садња садница није исплатива. Неколико врста дрвећа,
као што је топола и врба, могу се вештачки размножити из резница. Већина плантажних шума по Северној Америци састоји се од четинара, нарочито бора, смреке и дуглазија, јер се успешно пресађују и доносе високи принос. Исто тако у новије време је порастао број тропских плантажних шума тврдих дрва као што је еукалиптус, али и скупих дрва умереног појаса.
Вештачка регенерација нуди већу лепезу могућности од природне регенерације да се измени генетска структура насада. Најважнија одлука код вештачке регенерације је избор врсте која ће се користити за нови насад. Изабрана врста треба се прилагодити терену на који ће бити засађена. Најуспешније се могу увести оне врсте које расту на истој географској ширини и на сличном положају на континенту из ког су узете. На пример бројни четинари са западних обала Северне Америке биле су успешно пресађене на истим географским ширинама по западној Европи.
Дрвна индустрија бројних земаља Јужне хемисфере зависи од борова пресађених са сличних локалитета на југу Северне Америке. Како постоје бројне врсте семена различитог квалитета, али и потражња за супериорним генотипом, појавиле су се семенске плантаже, по којима се узгајају одабрана стабла врхунских генетских карактеристика, које дају 
велике количине семена. Већина семенских врста може се складиштити у хладњацима на температурама близу смрзавања и по неколико година, без губитка квалитета. Док је неке врсте потребно накратко спремити у хладњак да би проклијале.
Директна сетва семена скупљеног по шуми или на отвореном земљишту није уобичајена пракса, јер шумско семење једу мишеви, веверице, птице па је често заражено. Саднице се због тог узгајају у шумским расадницима, који пружају највећу могућу заштиту. Те саднице готово увек клију из семена, иако има и оних које расту из резница али само код неких врста. Саднице засађене у земљи саде се по уздигнутим хумкама, да би се лакше ископале и очувао корен. Велику предност имају саднице изникнуле у лончаницама, јер имају потпуно очувано корење спремно за пресађивање. Да би се побољшао њигов раст додају им се микроорганизми који створе микоризу симбиотски однос са корењем и тако побољшају његову храњивост. Док се селективном применом хербицида спречава настанак болести. Бројне саднице су погодне за садњу на терену већ након неколико месеци раста у лончаници или након једне до две године раста у земљи. Споро растуће врсте пресађују се ручно или машински у периоду хибернације. Машински начин је врло ефикасан, јер једна машина и четири радника могу пресадити од 30,000 до 40,000 садница на дан.
У припреми за садњу на терену хиберниране саднице се ручно искапају из тла - тако да им се што мање оштети корен. Након тог их је најбоље ставити у хладњак, али их се може ускладиштити до пролећа и тако да их им се корен прекрије рахлом влажном земљом, и да буду на хладном Узгој садница у лончаницама потиснуо је у доброј мери остале методе, јер се оне лакше транспортирају у истим посудама у којима су и узгајене. Та метода, која се иначе традиционално користила у тропима или у сувим и врућим крајевима, постала је главни начин производње садница у Канади, Скандинавији и деловима континенталне Европе, Јапану и Кини. Садња садница је једна од најскупљих инвестиција у подизању шума. Успех читавог поступка циркуларне обнове најчешће одређује исправност донесених одлука о садњи. Те одлуке се односе на избор садница, густину садње, кориштење мешовитих садница, сезону садње, припрему терена пре садње и метод садње. У умереном климатском појасу садња се обично проводи од краја зиме до касног пролећа, али је данас кориштењем садница из лончаница могуће садити и почетком лета, па и рану јесен.
Уколико је тло равно - предност има механичка садња, јер се машином која искапа рупе може у једном дану засадити од 8,000 до 10,000 садница. На стрмим падинама, камењару, или на тлу у ком има пањева, садња обавља ручно, од искапања до постављања и засипања саднице. Током следеће сезоне раста, а понекад и две-три године након тога, уништавање корова може бити пресудно за опстанак засађених садница. Коров се уклања ручно срповима или мотикама или неким другим механичким средствима - кошењем. Хербициди нуде ефикаснији начин заштите, али могу и наштетити садницама. У појединим земљама се ниже гране младих четинара и неких врло вредних тврдих лишћара подрезују да би стабло израсло што правилније, а и због тог да се омогући приступ младицама.
Све до 20. века шумари би се обично задовољили тлом какво би затекли, на месту које треба пошумити. Па би на неплодном тлу засадили агресивне врсте дрва, без обзира на њихову малу тржишну вредност и нижи принос у биљној маси. Данас је развој савремене механизације уз раст знања о исхрани биљака и хемијском саставу тла, омогућио шумарима да битно побољшају тло на којем саде, попут фармера. Механичка дренажа, ископавање канала помоћу трактора, данас је уобичајена по тресетним мочварама Европе, нарочито у Финској. Орање олакшава продор ваздуха и воде до коренја стабла, али и чисти коров и смањује 
опасност од пожара.
Данас се средства шумарске политике деле се на рестриктивна и потицајна. Најважнији инструмент шумарске политике је закон о шумама, чија се бити своди на рестриктивност, забрана крчења, паљења и непланске сече. Тим законом се прописују начини на које се шума сме експлоатисати, како се исечена дрва смеју извлачити, све до порезних обавеза власника шума. Подстицајне мере шумарске политике се мање више своде на порезне олакшице, које имају за циљ узгој шума учинити профитабилнијим власницима шума.